# Le Plessier-Huleu
Le Plessier-Huleu ist eine französische Gemeinde mit 85 Einwohnern (Stand: 1. Januar 2022) im Département Aisne in der Region Hauts-de-France (frühere Region: Picardie). Sie gehört zum Arrondissement Soissons und zum Kanton Villers-Cotterêts.

## Geographie
Die Gemeinde Le Plessier-Huleu, zu der die im Süden gelegene Häusergruppe Martimpré gehört, liegt rund 16 Kilometer südlich von Soissons. Die östliche Begrenzung bildet teilweise eine Trasse der alten Heerstraße Chaussée Brunehaut. Nachbargemeinden von Le Plessier-Huleu sind Parcy-et-Tigny und Hartennes-et-Taux im Norden, Grand-Rozoy im Osten, Oulchy-le-Château und Oulchy-la-Ville im Süden sowie Saint-Rémy-Blanzy im Westen.

## Bevölkerungsentwicklung
| Jahr                       | 1962 | 1968 | 1975 | 1982 | 1990 | 1999 | 2006 | 2012 | 22022 |
| Einwohner                  | 101  | 88   | 71   | 47   | 44   | 77   | 79   | 4    | 85    |
| Quellen: Cassini und INSEE |      |      |      |      |      |      |      |      |       |

## Sehenswürdigkeiten
- Kirche Saint-Leu
- Lavoir